# Nathalie Dechy
Nathalie Dechy (Les Abymes, 21 febbraio 1979) è un'ex tennista francese.

## Biografia
Nel 2005 ha centrato la semifinale agli Australian Open, dove ha perso in 3 set contro la n. 1 al mondo Lindsay Davenport.
Ha vinto un torneo in singolo, nella Gold Coast australiana nel 2003. Vanta anche 4 tornei di doppio, nel 2002 a Parigi in coppia con la statunitense Meilen Tu, agli US Open 2006 in coppia con Vera Zvonarëva a Roma nel 2007 in coppia con Mara Santangelo ed ancora agli US Open nel 2007 insieme a Dinara Safina. I suoi migliori piazzamenti sono n.11 in singolo e n.8 in doppio dopo la vittoria di Roma 2007. Vanta un titolo anche nel doppio misto, al Roland Garros nel 2007, in coppia con l'israeliano Andy Ram. Nel 2003 ha vinto con la squadra francese la Fed Cup, al fianco di giocatrici come Amélie Mauresmo e Mary Pierce.
Nella vittoria del titolo di doppio femminile degli US Open 2006, dopo aver battuto in semifinale Francesca Schiavone, che giocava in coppia con la ceca Květa Peschke, in finale ha battuto in coppia con la Zvonareva (con cui aveva giocato in doppio anche al Roland Garros) un'altra russa, Dinara Safina (sorella di Marat Safin), e la slovena Katarina Srebotnik col punteggio di 7-6 7-5. A Roma nel 2007, in coppia con la Santangelo (con cui giocava insieme per la prima volta), ha battuto in finale la coppia italiana composta da Tathiana Garbin e Roberta Vinci col punteggio di 6-4 6-1. La Garbin e la Vinci avevano perso anche la settimana prima a Berlino contro la coppia numero uno al mondo composta dalla statunitense Lisa Raymond e dall'australiana Samantha Stosur. Al doppio misto del Roland Garros 2007 ha battuto insieme a Andy Ram, come testa di serie n.8, il serbo Nenad Zimonjić ed ancora una volta Katarina Srebotnik, col punteggio di 7-5 6-3. La Dechy è stata, in quest'occasione, la prima francese a vincere il torneo parigino dopo 3 anni (l'ultima era stata Tatiana Golovin nel doppio misto del 2004 insieme a Richard Gasquet).
A settembre 2007 ha difeso il titolo di doppio femminile agli US Open, in coppia con Dinara Safina, che aveva battuto nella finale nel 2006. La giocatrice della Guadalupa e la sorella di Marat Safin, teste di serie n.7, hanno battuto 6-4 6-2 le n.5 del tabellone, la coppia di Taiwan formata da Yung-Jan Chan e Chuang Chia-jung.
Decide di ritirarsi dall'attività sportiva dopo il torneo di Wimbledon del 2009.

## Titoli (8)

### Singolare (1)
| Legenda (Singoli)      |
| Grande Slam (0)        |
| Tour Championships (0) |
| Tier I Event (0)       |
| WTA Tour (1)           |

| No. | Data            | Torneo                | Superficie | Avversaria in finale   | Punteggio   |
| 1.  | 5 gennaio, 2003 | Gold Coast, Australia | Cemento    | Marie-Gaïané Mikaelian | 6-3 3-6 6-3 |

### Finali perse in singolare (4)
- 2000: Oklahoma City (sconfitta da Monica Seles)
- 2000: Estoril (sconfitta da Anke Huber)
- 2004: New Haven (sconfitta da Elena Bovina)
- 2008: Cincinnati (sconfitta da Nadia Petrova)

### Doppio (6)
- 2002: Parigi (con Meilen Tu)
- 2006: US Open (con Vera Zvonarëva)
- 2007: Roma (con Mara Santangelo)
- 2007: US Open (con Dinara Safina)
- 2009: Auckland (con Mara Santangelo)
- 2009: Monterrey (con Mara Santangelo)

### Doppio misto (1)
- 2007: Roland Garros (con Andy Ram)

### Risultati in progressione
| Sigla | Risultato               |
| ----- | ----------------------- |
| V     | Vincitore               |
| F     | Finalista               |
| SF    | Semifinalista           |
| O     | Oro olimpico            |
| A     | Argento olimpico        |
| SF    | Bronzo olimpico         |
| QF    | Quarti di Finale        |
| 4T    | Quarto turno            |
| 3T    | Terzo turno             |
| 2T    | Secondo turno           |
| 1T    | Primo turno             |
| RR    | Round Robin             |
| LQ    | Turno di qualificazione |
| A     | Assente                 |
| ND    | Non disputato           |

| Legenda superfici    |
| -------------------- |
| Cemento              |
| Terra battuta        |
| Erba                 |
| Superficie variabile |

#### Singolare nei tornei del Grande Slam
| Torneo          | 1995 | 1996 | 1997 | 1998 | 1999 | 2000 | 2001 | 2002 | 2003 | 2004 | 2005 | 2006 | 2007 | 2008 | 2009 |
| --------------- | ---- | ---- | ---- | ---- | ---- | ---- | ---- | ---- | ---- | ---- | ---- | ---- | ---- | ---- | ---- |
| Australian Open | A    | A    | 1T   | 1T   | 1T   | 1T   | 1T   | 3T   | 3T   | 4T   | SF   | 1T   | 1T   | 1T   | 2T   |
| Open di Francia | 1T   | 2T   | 1T   | 3T   | 3T   | 1T   | 3T   | 3T   | 3T   | 1T   | 3T   | 3T   | 2T   | 2T   | 1T   |
| Wimbledon       | A    | 1T   | 2T   | 1T   | 4T   | 3T   | 2T   | 3T   | 3T   | 3T   | 4T   | 1T   | 1T   | 2T   | 1T   |
| US Open         | A    | 2T   | 2T   | 4T   | 1T   | 2T   | 2T   | 3T   | 2T   | 3T   | 4T   | 1T   | 1T   | 1T   | A    |

#### Doppio nei tornei del Grande Slam
| Torneo          | 1995 | 1996 | 1997 | 1998 | 1999 | 2000 | 2001 | 2002 | 2003 | 2004 | 2005 | 2006 | 2007 | 2008 | 2009 |
| --------------- | ---- | ---- | ---- | ---- | ---- | ---- | ---- | ---- | ---- | ---- | ---- | ---- | ---- | ---- | ---- |
| Australian Open | A    | A    | A    | 1T   | A    | 2T   | 1T   | 2T   | 3T   | A    | 1T   | 2T   | 3T   | 1T   | SF   |
| Open di Francia | 1T   | 1T   | 1T   | 1T   | 1T   | QF   | 2T   | 2T   | QF   | A    | A    | QF   | 1T   | 2T   | 1T   |
| Wimbledon       | A    | A    | A    | A    | A    | QF   | 2T   | 2T   | 3T   | 2T   | 1T   | 1T   | 1T   | SF   | 1T   |
| US Open         | A    | A    | A    | A    | A    | A    | 2T   | 2T   | A    | A    | A    | V    | V    | 1T   | A    |

#### Doppio misto nei tornei del Grande Slam
| Torneo          | 1995 | 1996 | 1997 | 1998 | 1999 | 2000 | 2001 | 2002 | 2003 | 2004 | 2005 | 2006 | 2007 | 2008 | 2009 |
| --------------- | ---- | ---- | ---- | ---- | ---- | ---- | ---- | ---- | ---- | ---- | ---- | ---- | ---- | ---- | ---- |
| Australian Open | A    | A    | A    | A    | A    | A    | A    | A    | A    | A    | A    | SF   | A    | SF   | F    |
| Open di Francia | A    | A    | A    | A    | A    | 1T   | A    | 2T   | A    | A    | A    | A    | V    | 1T   | QF   |
| Wimbledon       | A    | A    | A    | A    | A    | A    | 2T   | A    | A    | A    | A    | A    | 3T   | QF   | A    |
| US Open         | A    | A    | A    | A    | A    | A    | A    | A    | A    | A    | A    | QF   | QF   | 1T   | A    |

## Vittorie contro giocatrici Top 10
| Stagione | 1999 | 2000 | 2001 | 2002 | 2003 | 2004 | 2005 | 2006 | Totale |
| Vittorie | 2    | 3    | 0    | 1    | 0    | 3    | 1    | 2    | 12     |

| #    | Giocatrice              | Ranking | Evento                                | Superficie    | Turno | Punteggio        | Rank. NDR |
| ---- | ----------------------- | ------- | ------------------------------------- | ------------- | ----- | ---------------- | --------- |
| 1999 |                         |         |                                       |               |       |                  |           |
| 1.   | Arantxa Sánchez Vicario | 7       | Eastbourne International, Eastbourne  | Erba          | 2T    | 7-5, 6-2         | 29        |
| 2.   | Dominique Monami        | 10      | Filderstadt Open, Filderstadt         | Cemento (i)   | 2T    | 6-3, 6-2         | 28        |
| 2000 |                         |         |                                       |               |       |                  |           |
| 3.   | Conchita Martínez       | 7       | State Farm Tennis Classic, Scottsdale | Cemento       | 1T    | 3-6, 6-3, 6-4    | 26        |
| 4.   | Anna Kournikova         | 9       | Indian Wells Open, Indian Wells       | Cemento       | 2T    | 7-5, 5-7, 7-6(5) | 23        |
| 5.   | Nathalie Tauziat        | 5       | Miami Open, Miami                     | Cemento       | 3T    | 6-4, 6-2         | 23        |
| 2002 |                         |         |                                       |               |       |                  |           |
| 6.   | Kim Clijsters           | 3       | Indian Wells Open, Indian Wells       | Cemento       | 2T    | 6-2, 7-5         | 35        |
| 2004 |                         |         |                                       |               |       |                  |           |
| 7.   | Ai Sugiyama             | 9       | Sydney International, Sydney          | Cemento       | 1T    | 6-2, 6-3         | 32        |
| 8.   | Jennifer Capriati       | 8       | New Haven Open, New Haven             | Cemento       | QF    | 6-4, 7-5         | 29        |
| 9.   | Svetlana Kuznecova      | 5       | Fed Cup, Mosca                        | Sintetico (i) | F     | 3-6, 7-6(4), 8-6 | 21        |
| 2005 |                         |         |                                       |               |       |                  |           |
| 10.  | Anastasija Myskina      | 3       | Australian Open, Melbourne            | Cemento       | 4T    | 6-4, 6-2         | 25        |
| 2006 |                         |         |                                       |               |       |                  |           |
| 11.  | Amélie Mauresmo         | 1       | Eastbourne International, Eastbourne  | Erba          | 2T    | 3-6, 6-2, 6-3    | 25        |
| 12.  | Nadia Petrova           | 7       | Luxembourg Open, Lussemburgo          | Cemento (i)   | 2T    | 6-4, 6-3         | 36        |